# Коттенгайм
Коттенгайм (нім. Kottenheim) — громада в Німеччині, розташована в землі Рейнланд-Пфальц. Входить до складу району Маєн-Кобленц. Складова частина об'єднання громад Фордерайфель.
Площа — 6,07 км2. Населення становить 2588 ос. (станом на 31 грудня 2020).

## Галерея

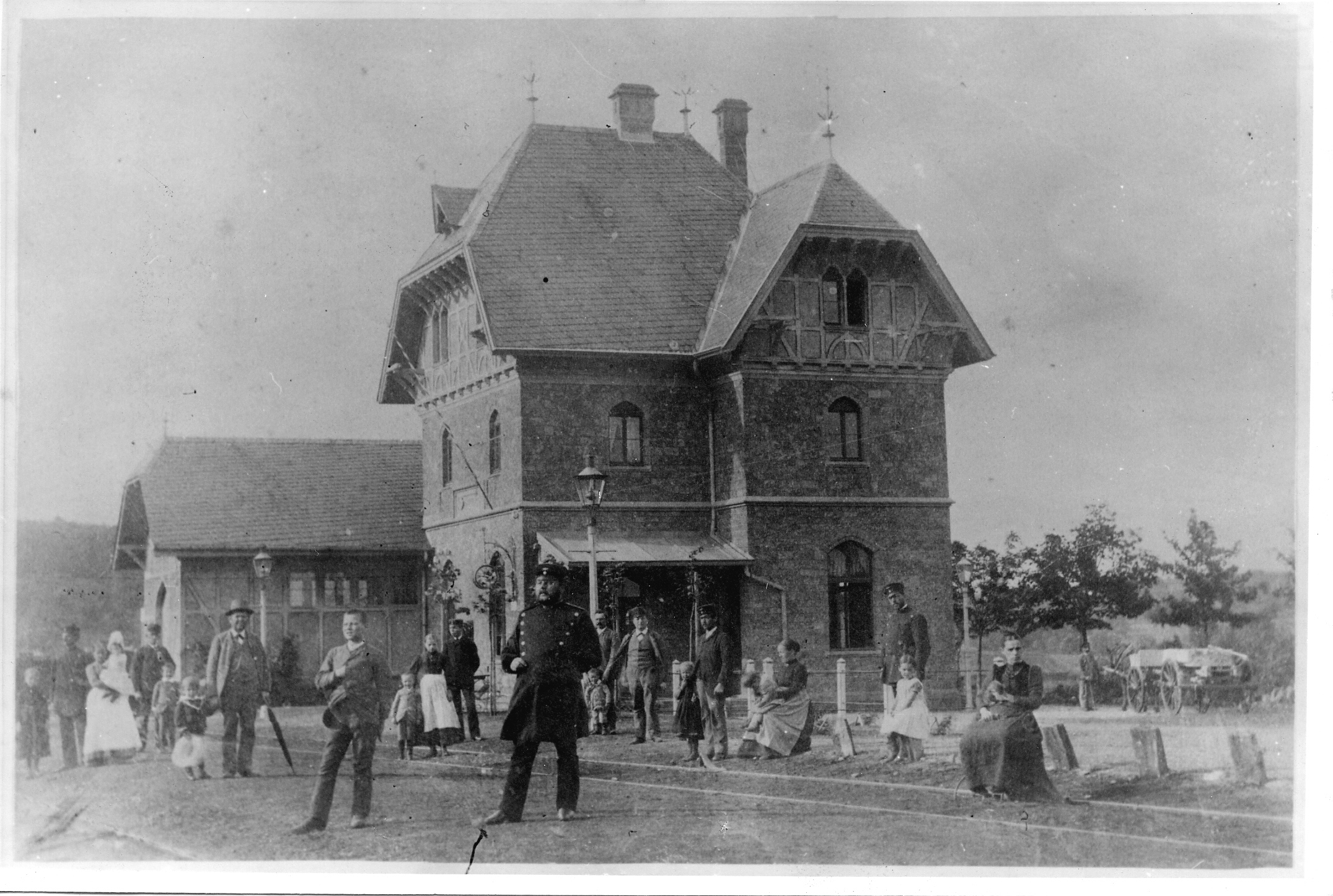
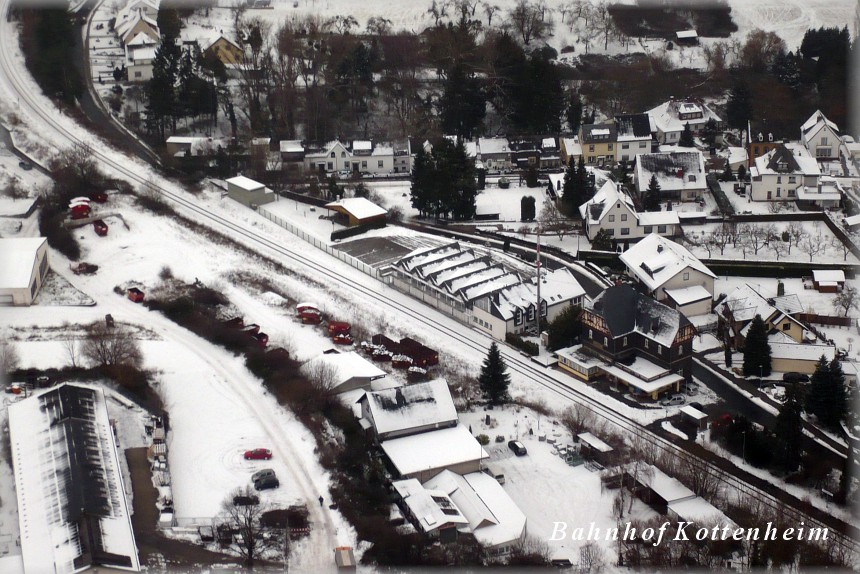
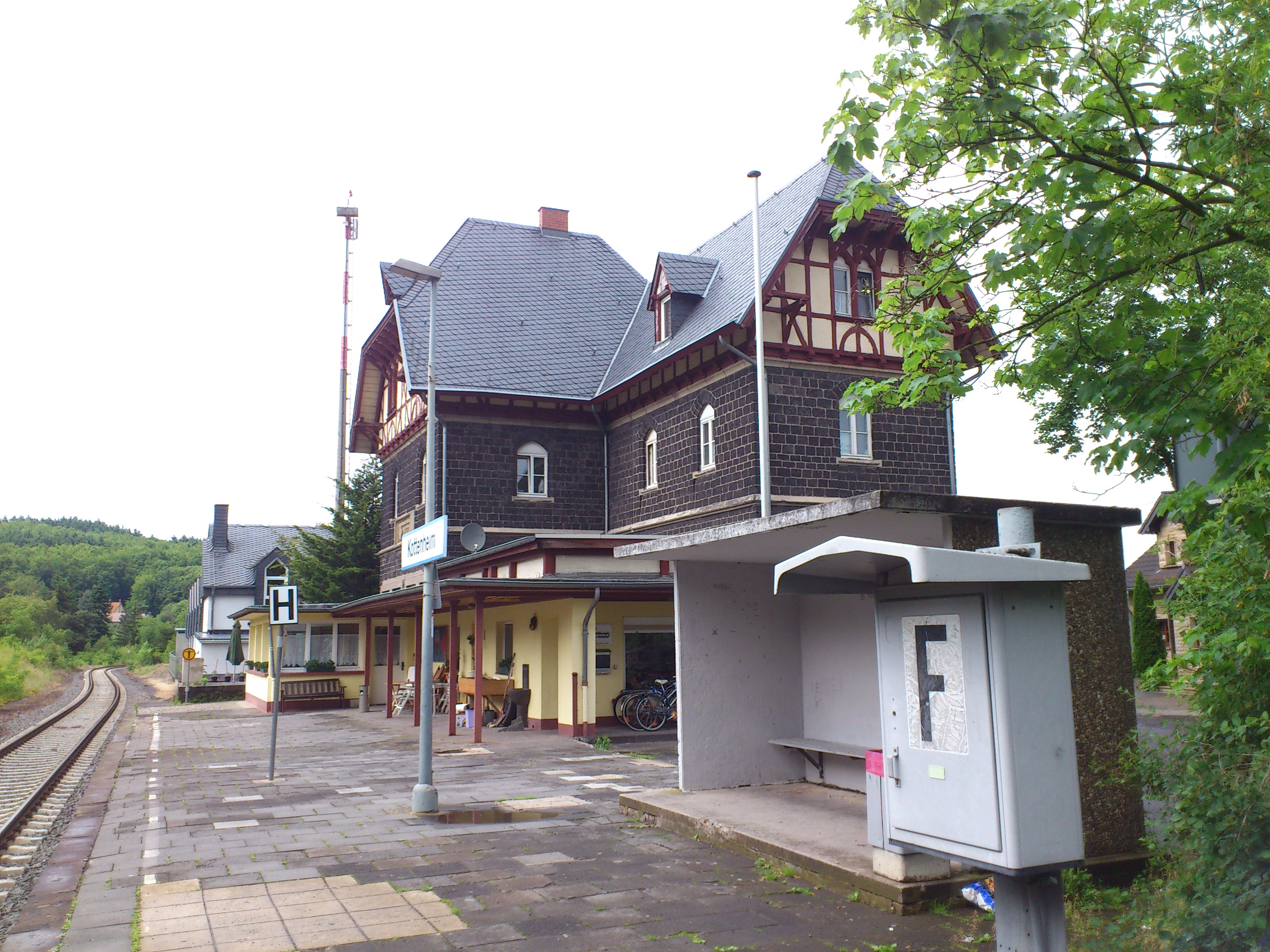
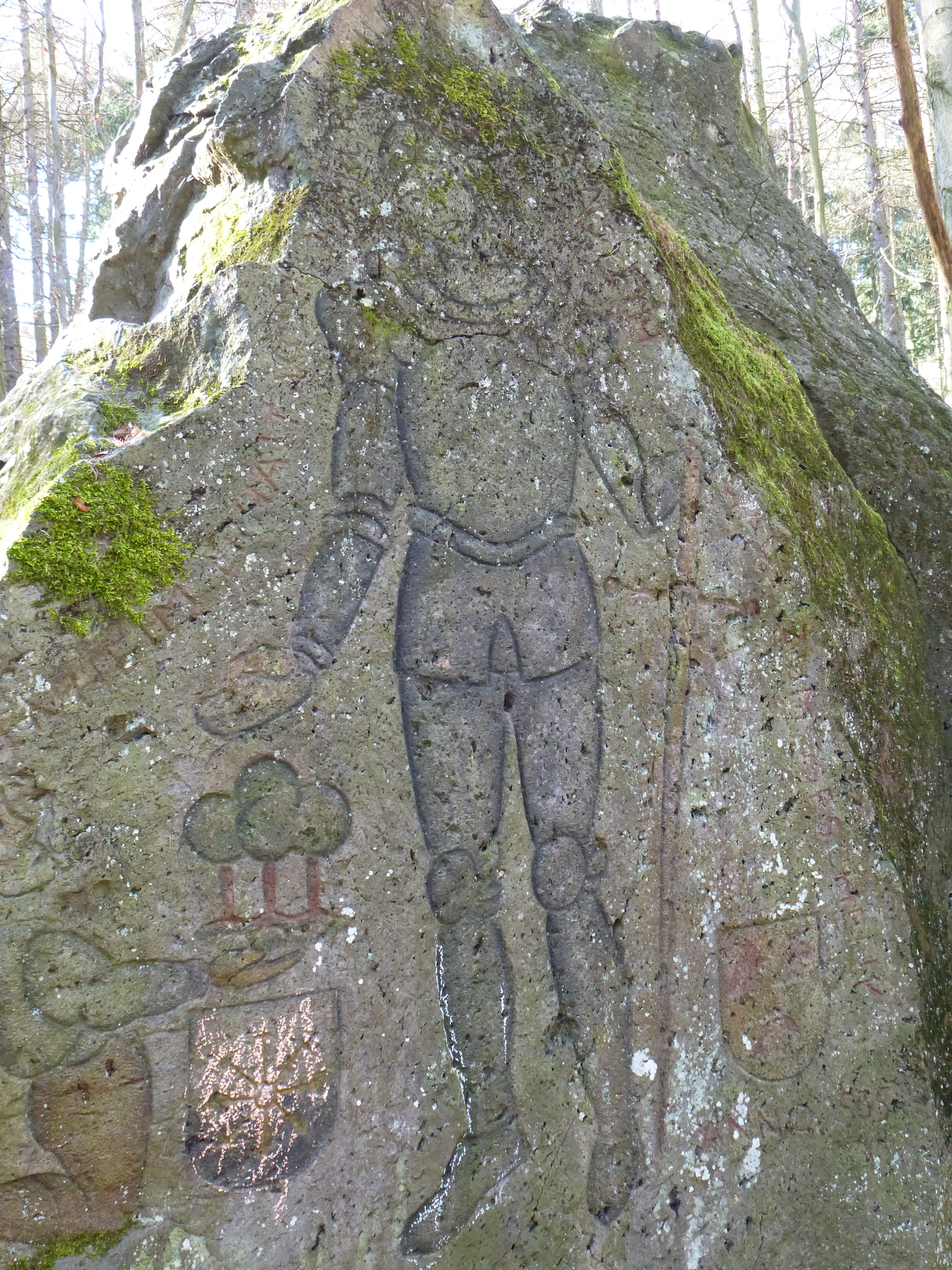
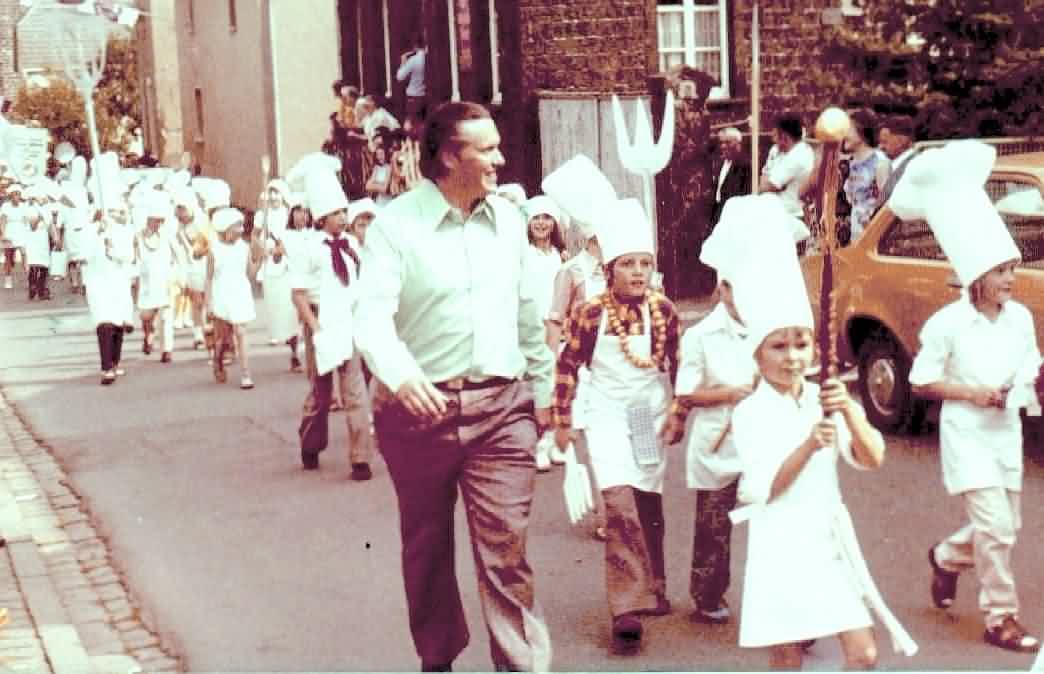
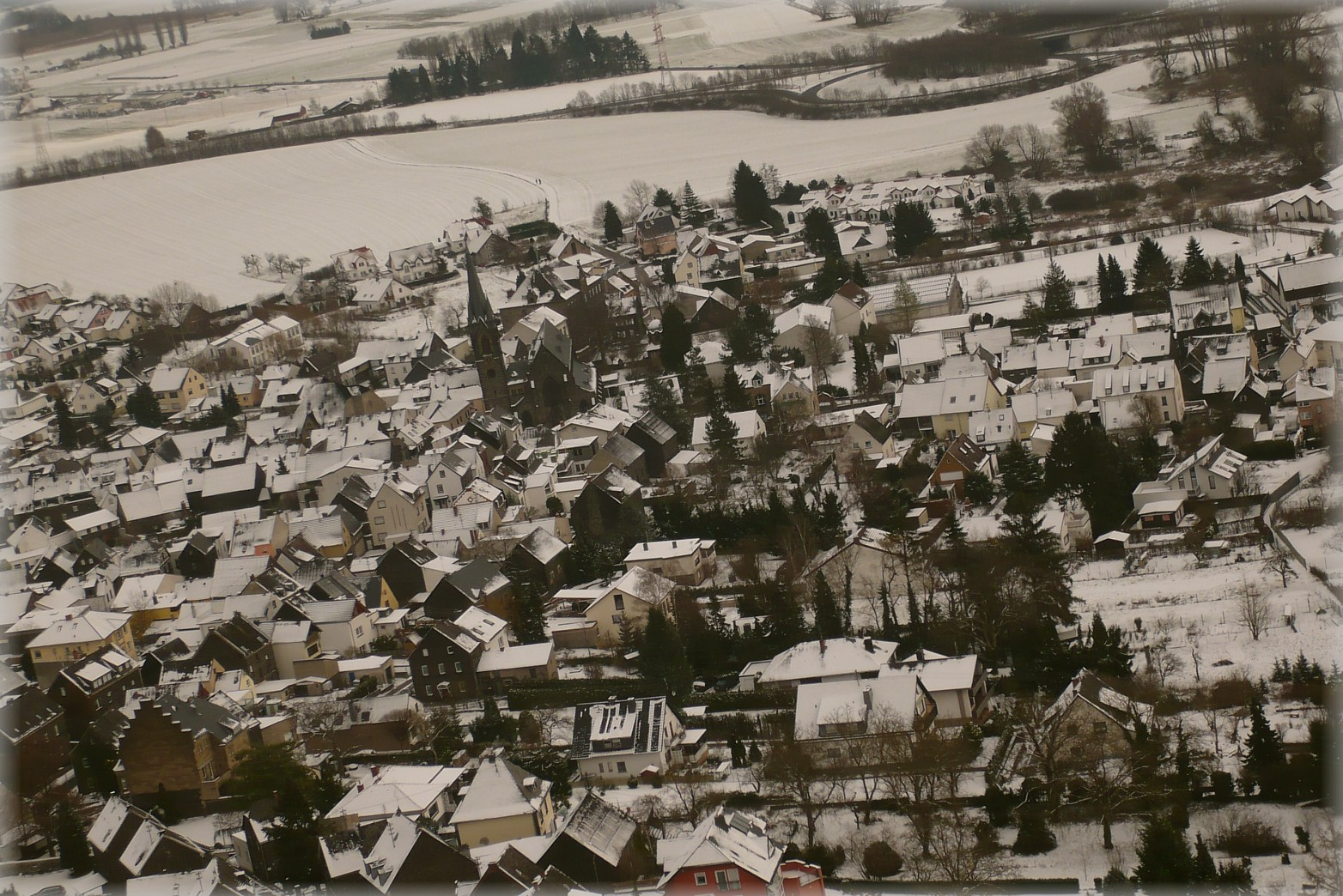